# Districtul Chitipa
Chitipa este un district  în   statul Malawi. Reședința sa este orașul Chitipa.